# 高千穂6人殺害事件
高千穂6人殺害事件（たかちほろくにんさつがいじけん）は、2018年（平成30年）11月26日に宮崎県西臼杵郡高千穂町の農家であるA方で、Aを含む6人の遺体が発見された事件である。6人はいずれも殺害されたと見られている。また、同日夕方に現場から約3km離れた神都高千穂大橋（高さ約155m ）の下の五ヶ瀬川で、事件発覚時から行方が分からなくなっていたAの次男Xの遺体が自殺と見られる状態で発見された 。 

## 事件の経過
2018年11月24日から翌25日にかけて 、宮崎県西臼杵郡高千穂町押方のAの次男X（当時42歳）と妻のC（当時41歳）は2人の長女E（当時7歳）を連れてXの勤務先の社内忘年会に参加、25日昼食後に同僚らと別れた 。旅行中はトラブルなどなく、仲良く過ごしていたという。
25日夜、高千穂町に隣接する五ケ瀬町の消防団員でXの知人のF（当時43歳）は、飲み会に参加していたところにX・C夫妻から呼び出され、「夫婦げんかの仲裁に行く」と話してA方に向かった。Xの女性関係をめぐってXとCが口論になっていたとされる。
翌26日朝、Eが通っていた小学校ではEが登校せず、家族とも連絡が取れなかったことを心配して教頭がA方を訪問、呼び鈴を鳴らしたが反応はなく、玄関も施錠されていた。
午前11時すぎ、町外に住むAの三男からの「実家に電話が繋がらない」という相談を受け、警察官がA方を訪れた。警察官は訪れたA方にて、A（当時72歳）、Aの妻B（当時66歳）、C、Xの長男D（当時21歳）、E、Fの6人の遺体を発見した。複数の遺体に刃物による傷があったことなどから警察は殺人と見て捜査を始めた。Fの父親も25日からFと連絡が取れなくなっていたことを心配して午前11時ごろに警察に相談していた。
風呂場と脱衣所で発見されたCとEの遺体には外傷はなく、手で首を絞められたような跡があった。室内で発見されたA、D、Fの遺体と、屋外の倉庫のそばで発見されたBの遺体には頭や首に刃物傷があり、Bの遺体は首が切断されていた。6人は遺体発見前日の25日夜から26日未明にかけて相次いで殺害されたと見られている。
夕方、事件現場から約3キロ離れた神都高千穂大橋（高さ約115メートル）の下の五ケ瀬川で、事件発覚時から行方が分からなくなっていたXの遺体が発見された。後の捜査で橋の欄干からXの指紋が検出されたほか、近くの駐車場にXの軽自動車が26日早朝から停められていたことが確認されたことなどから、高千穂署捜査本部は飛び降り自殺した可能性が高いと判断した。 
2019年（令和元年）7月24日、宮崎県警捜査一課と高千穂署は、Xを殺人容疑で被疑者死亡のまま書類送検し、捜査を終結したことを発表した。事件はXがA、B、D、Fを2本の山刀（刃体約30センチ）を用いて切りつけて殺害し、C、Eを絞殺したと結論づけられた。2本の山刀の柄からはXのDNA型が検出されており、Xの自室で発見された山刀にはAとBの血痕が、寝室の畳に突き刺さった状態で見つかったもう一本の山刀にはDと Fの血痕があったという。また、Xの衣服からも被害者の血痕が検出された。第三者の関与を裏付ける証拠が発見されなかったことから、「単独犯と特定した」とし、犯行動機は判明しなかったとした。